# 绍博·塞巴斯蒂安
绍博·塞巴斯蒂安（匈牙利語：Szabó Szebasztián，1996年3月11日—），塞尔维亚、匈牙利游泳运动员，2020年欧洲游泳锦标赛男子50米蝶泳金牌得主、2022年欧洲游泳锦标赛男子4×100米自由泳接力银牌得主、2024年欧洲游泳锦标赛混合4×100米自由泳接力金牌得主。